# Muir Trestle
Das Muir Trestle (auch Alhambra Valley Trestle) ist eine eingleisige Eisenbahnbrücke über das Alhambra Valley südlich von Martinez im US-Bundesstaat Kalifornien. Die Trestle-Brücke wurde 1900 von der San Francisco & San Joaquin Valley Railroad über die Obstplantage des Naturforschers John Muir errichtet. Die Verbindung von Fresno über Stockton nach Richmond ist heute die Stockton Subdivision der BNSF Railway. Das Anwesen und Teile der Plantage von John Muir sind in unmittelbarer Nachbarschaft als John Muir National Historic Site erhalten.

## Geschichte

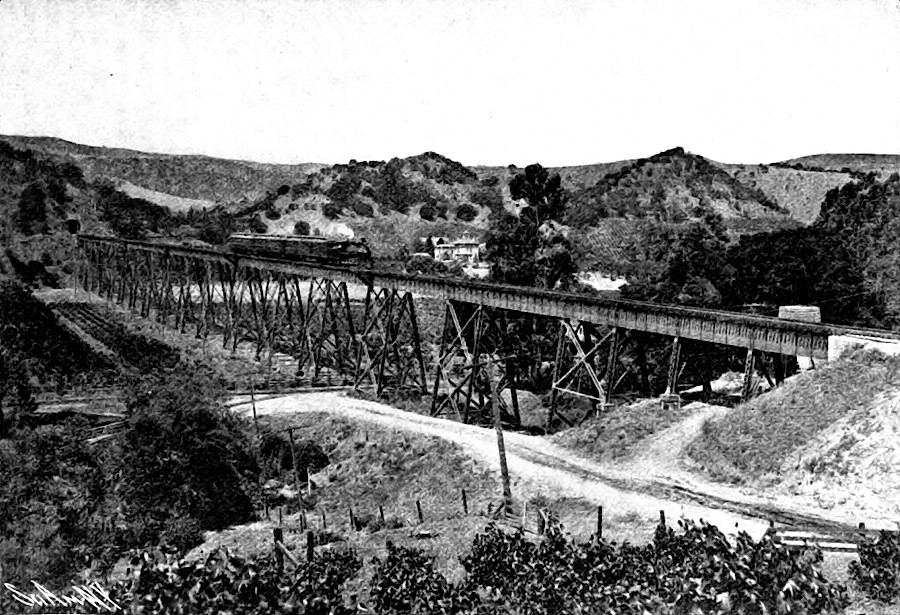
Muir Trestle der San Francisco & San Joaquin Valley Railroad, 1905

Im Jahr 1895 wurde mit dem südlichen Teil der San Francisco & San Joaquin Valley Railroad begonnen, die südwärts von Stockton aus 1896 Fresno und 1898 Bakersfield erreichte. Nach der Übernahme durch die Atchison, Topeka and Santa Fe Railway (AT&SF) wurde bis 1900 der östliche Teil von Stockton über Martinez nach Richmond vollendet, von wo eine Fährverbindung nach San Francisco bestand. Die Eisenbahnstrecke führte südlich von Martinez über das Alhambra Valley, wozu die Obstplantage von John Muir überquert werden musste. Die Eisenbahngesellschaft erwarb dazu 1897 von John und Louie Muir die Rechte, auf einem 60 ft (18 m) breiten Streifen der Plantage eine Trestle-Brücke zu errichten, die auf einer Länge von 500 Metern das Tal überspannen sollte. Muir und seine Frau sahen durch den Anschluss an die Eisenbahn neue Absatzmöglichkeiten für ihre Früchte und durften lebenslang die Strecken der AT&SF kostenlos nutzen. Die Bauarbeiten an dem nach der Familie benannten Muir Trestle waren Anfang 1900 abgeschlossen und die Strecke konnte im Mai in Betrieb genommen werden.
Nach dem Tod von John Muir führte seine Tochter Wanda mit ihrem Ehemann Tom Hanna die Plantage bis 1950 weiter. Heute befindet sich ein Verkehrsknotenpunkt zwischen dem ehemaligen Wohnhaus der Familie Muir und der Eisenbahnbrücke, wo der John Muir Parkway (California State Route 4, Ost-West) die Alhambra Avenue (Nord-Süd) kreuzt. Von der über 1000 Hektar großen Plantage ist nur noch das historische Wohnhaus mit etwa 130 Hektar umgebenden Gärten und Waldflächen erhalten, die 1964 als John Muir National Historic Site unter die Verwaltung des National Park Service gestellt wurden. Die AT&SF fusionierte 1995 mit der Burlington Northern Railroad (BN) zur Burlington Northern Santa Fe Railway (BNSF Railway), die die Strecke von Fresno über Stockton nach Richmond heute als Stockton Subdivision für den Schienengüterverkehr betreibt.

## Beschreibung
Die 518 Meter lange Stahl-Trestle-Brücke (Gerüstpfeilerviadukt) besteht aus Vollwandträgern, die von mehreren Gerüstpfeilern getragen werden und die Gleisebene in 23 Meter Höhe in Ost-West-Richtung über das Tal führen. Die sich nach oben verjüngenden Gerüstpfeiler stehen auf Betonsockeln, wobei sechs dieser Pfeiler nur aus einer Stahlstütze auf je zwei Sockeln bestehen und die anderen sechs aus zwei miteinander verbundenen Stützen auf je vier Sockeln aufgebaut sind, die bis zu 20 Meter breite Stahlgittermasten bilden; die Vollwandträger zwischen den Pfeilern haben Längen von bis zu 30 Metern. Hinter dem Widerlager auf der Westseite folgt ein etwa 90 Meter langer Tunnel durch einen Ausläufer des Mount Wanda (benannt nach der Tochter von John Muir).

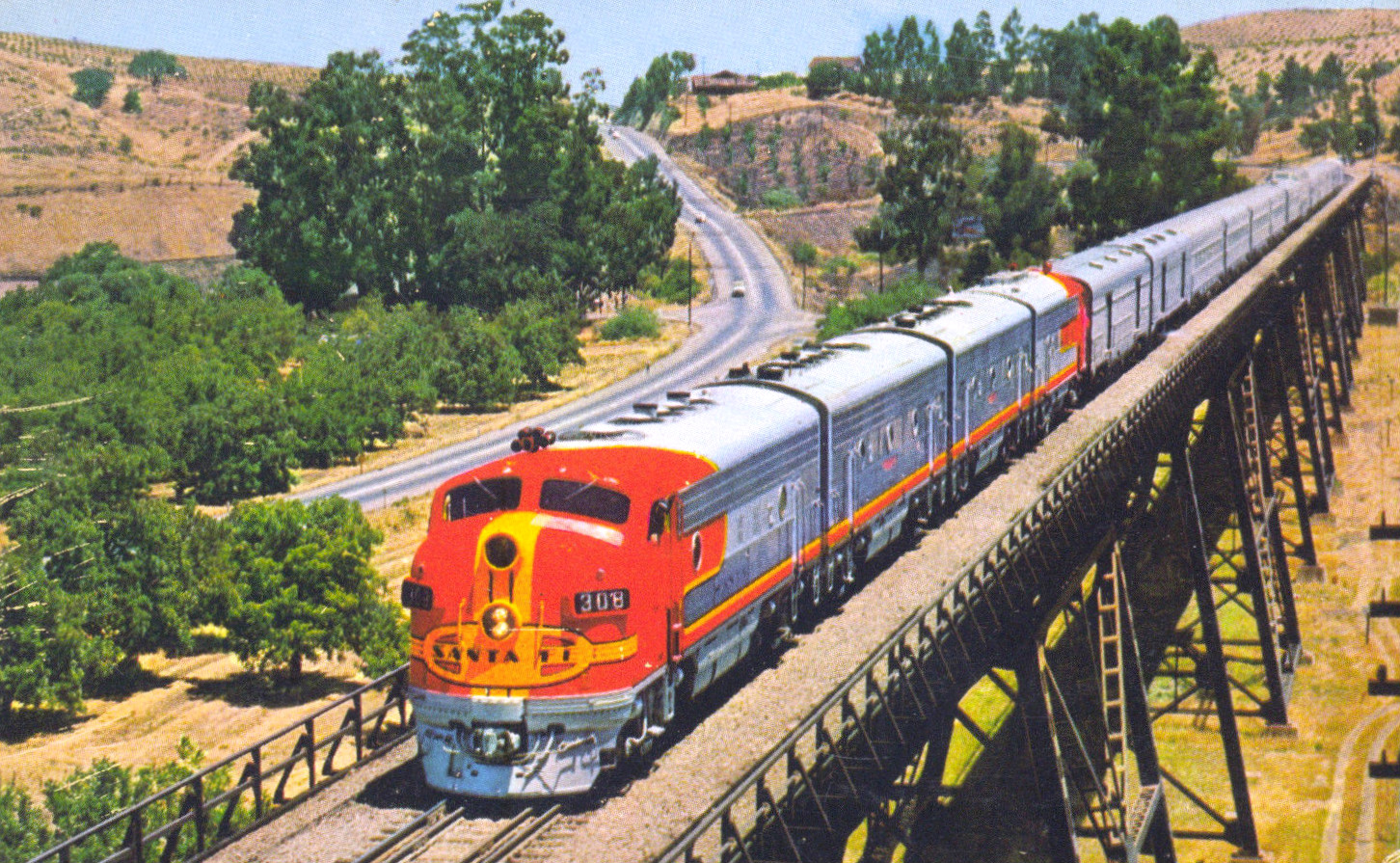
Der San Francisco Chief der AT&SF auf dem Muir Trestle, 1955
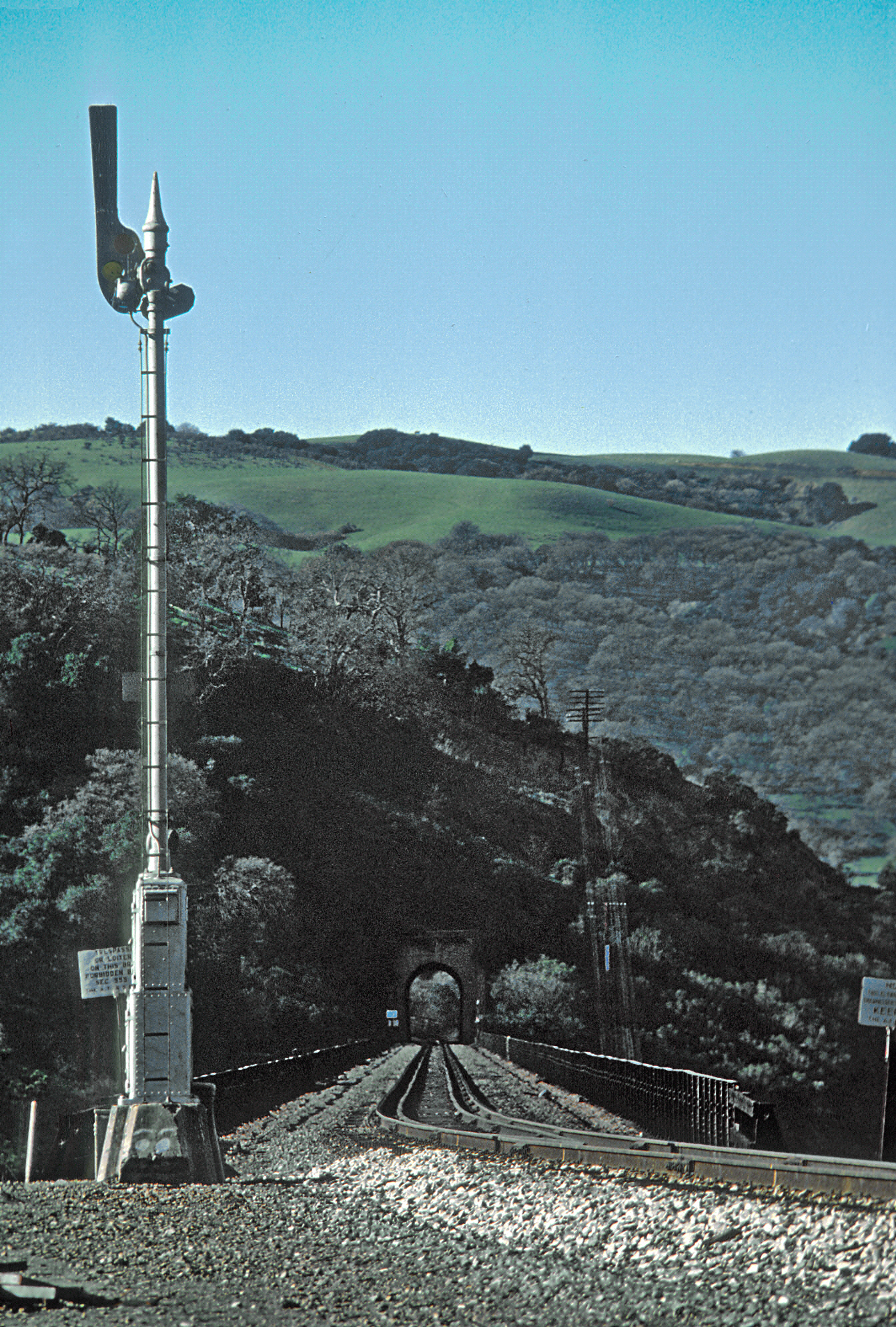
Der Tunnel durch den Mount Wanda, 1980
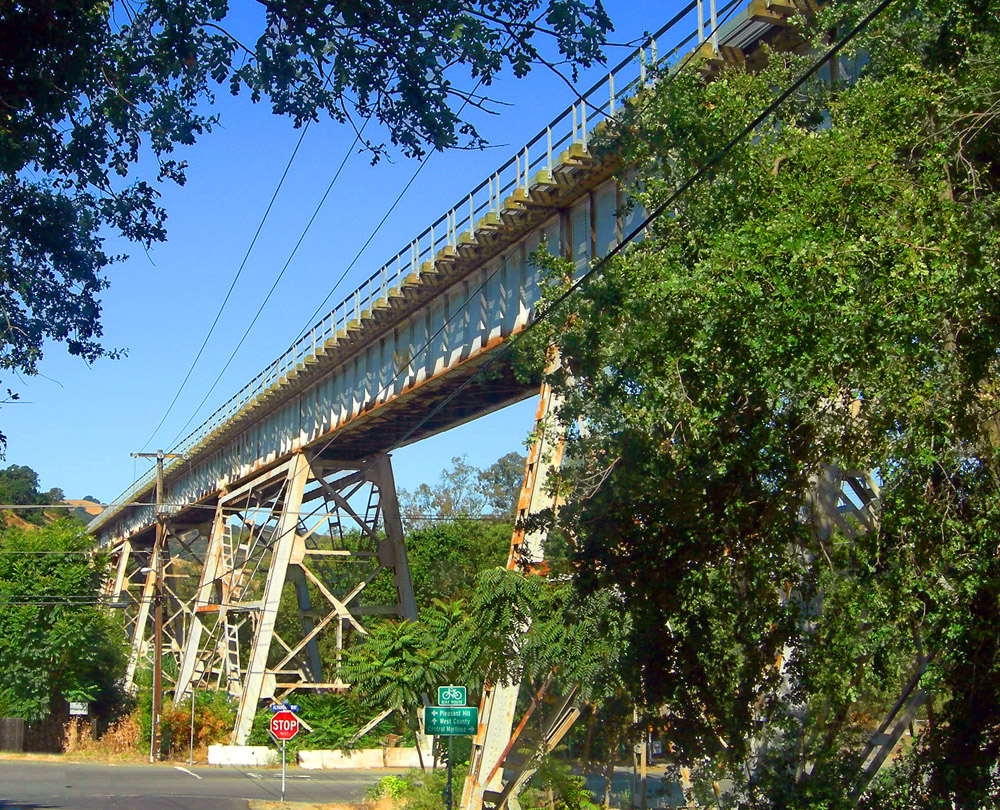
Das Muir Trestle mit seinem Überbau aus Stahl-Vollwandträgern, 2006
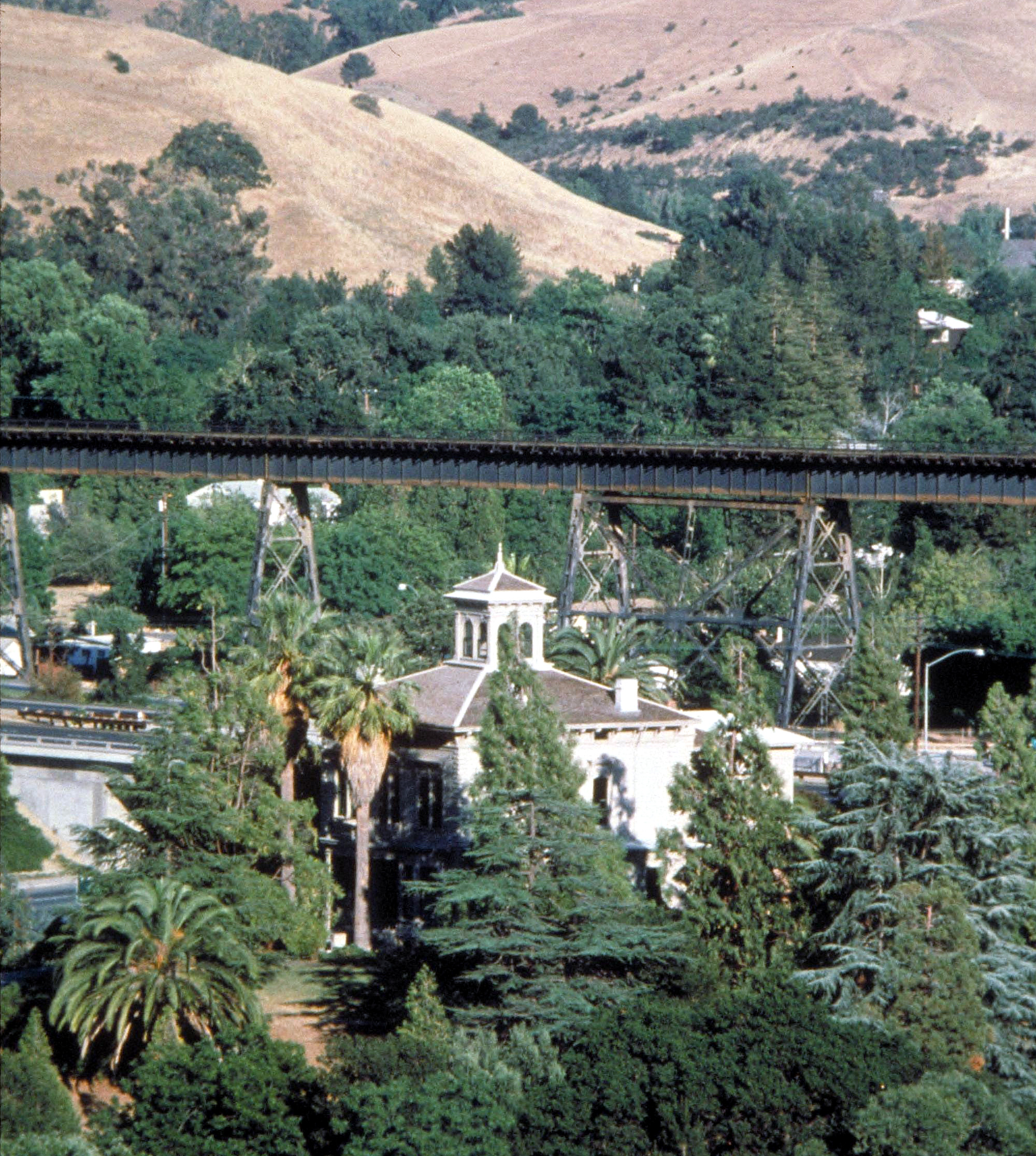
Das Muir-Haus vor der Trestle-Brücke, 2004